# رحالة آيت مرغاد آيت إزدك (آيت إزدك)
رحالة آيت مرغاد آيت إزدك هي إحدى مشيخات المملكة المغربية، تتبع جغرافيا لإقليم ميدلت وإداريًا لآيت إزدك. يقدر عدد سكانها بـ 524 نسمة حسب الإحصاء الرسمي للسكان والسكنى لسنة 2004.